# Arbeidsethos

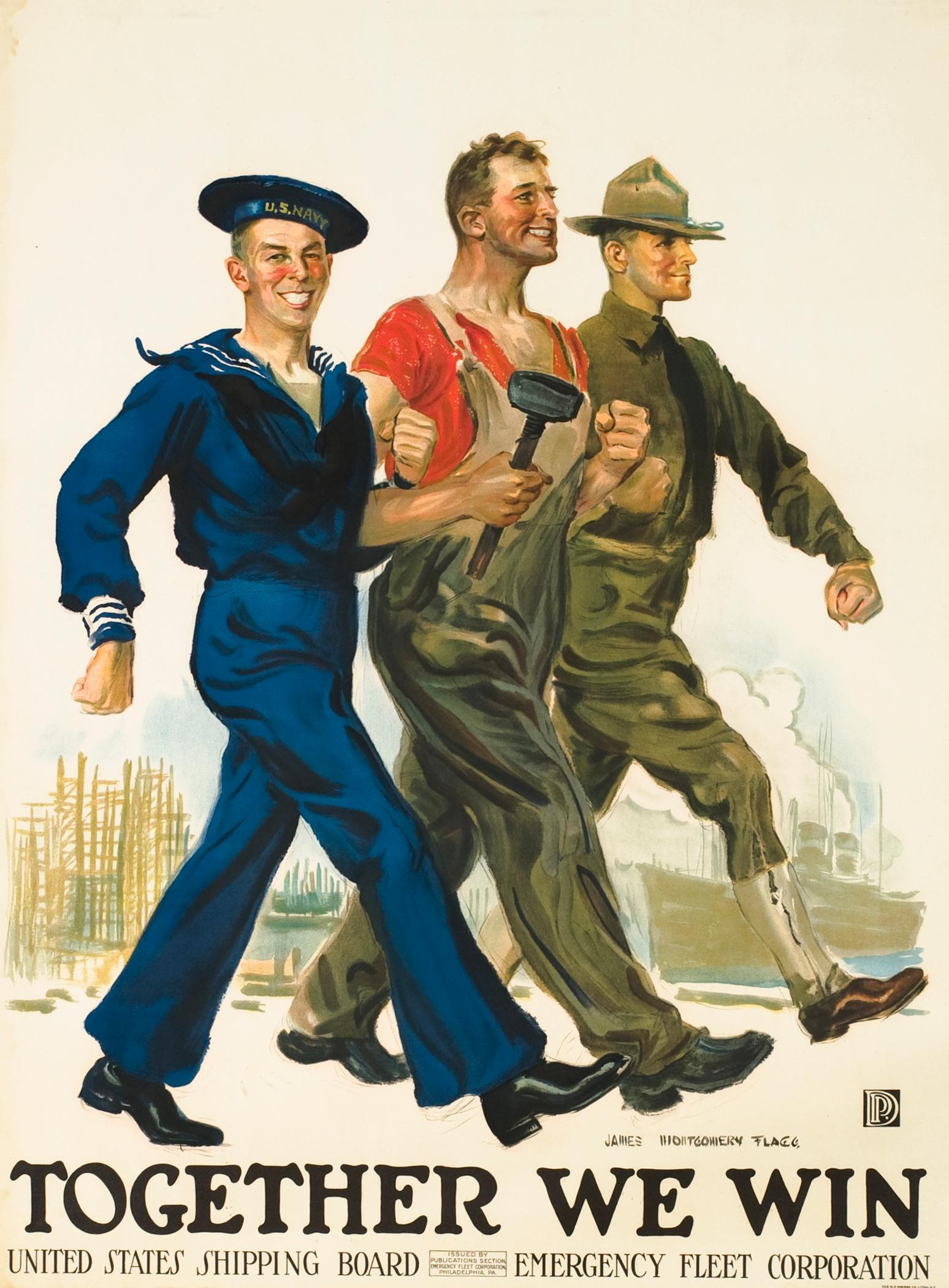
Amerikaanse propagandaposter die industrieel werk promoot in de Eerste Wereldoorlog.

Arbeidsethos is de vanuit een persoonlijke ethiek voortspruitende wil om te werken. Het geeft aan met hoeveel inzet iemand de taken, waarvoor iemand verantwoordelijk is, uitvoert. Het arbeidsethos kan per mens, per bedrijf en per functie verschillen. Arbeidsethos is niet goed te meten; er bestaat geen eenheid van arbeidsethos. Er zijn wel onderzoeken naar ziekteverzuim en arbeidsproductiviteit.
Bekende factoren die het arbeidsethos beïnvloeden zijn extrinsiek van aard, zoals beloning en bestraffing of intrinsiek, zoals plichtsbesef en discipline. Andere factoren zijn hoe boeiend het werk zelf is, en ten slotte is het van belang in hoeverre men andere prioriteiten in het leven heeft.
In de streng-calvinistische leer wordt arbeidsethos verbonden met het eigen welzijn dat erdoor verdiend zou worden: 'wie niet werkt zal niet eten'.